# Horia Florian Popescu
Horia Florian Popescu (n. 28 februarie 1935 – d. 25 septembrie 2022) a fost un opozant al regimului comunist.

## Biografie
Horia Florian Popescu s-a născut în București. După absolvirea liceului s-a înscris la Facultatea de Filologie a Universității București. În perioada în care era student în anul III a participat la mișcările revendicative ale studenților din București în 1956 (vezi Mișcările studențești din București din 1956). A încercat să organizeze împreună cu Paul Goma, Mihai Rădulescu etc. o grevă studențească de protest și pentru susținerea  Revoluției din Ungaria. A fost arestat la 27 decembrie 1956, fiind judecat în lotul „Paul Goma - Horia Florian Popescu”. Prin sentința Nr. 534 din 19 aprilie 1957 a Tribunalului Militar București a fost condamnat la 2 ani închisoare corecțională. A fost eliberat la 27 decembrie 1958, după expirarea pedepsei. Prin decizie a Ministerului Afacerilor Interne i s-a fixat domiciliu obligatoriu pe o durată de cinci ani - pedeapsă executată în localitatea satul-nou Răchitoasa, apoi în satul-nou Lătești (amândouă satele situate în Regiunea Constanța [pe atunci]). Restricțiile i s-au ridicat la 27 decembrie 1963. 
După eliberare, a fost muncitor la Fabrica de țigarete din București. În 1965 a intrat în urma examenului de admitere la Facultatea de Limbi germanice, Secția limbă și literatură engleză, din București. A absolvit facultatea în 1970. 
În 1972 a publicat Pe patul de moarte (As I Lay Dying) de William Faulkner, roman tradus împreună cu Paul Goma. A fost bibliotecar la BCU București (1970-1990). Din martie 1990 până la sfârșitul anului 1992 a fost redactor la ziarul „Viitorul” și la săptămânalul „Liberalul” - publicații ale PNL. În 1998-1999 a fost șef al biroului de presă al PNL. 
A realizat o serie de traduceri din engleză: Lolita, Ada și Camera obscură de Vladimir Nabokov, V de Thomas Pynchon, Cabala și Interpretare, de Moshe Idel, Zgomotul Alb, de Don Delillo, Catedrala de Raymond Carver etc.